# Radikal 87
Radikal 87 mit der Bedeutung „Kralle, Klaue“ ist eines von 34 der 214 traditionellen Radikale der chinesischen Schrift, die mit vier Strichen geschrieben werden.
Mit 7 Zeichenverbindungen in Mathews’ Chinese-English Dictionary gibt es sehr wenige Schriftzeichen, die unter diesem Radikal im Lexikon zu finden sind.
Dieses Radikal ist leicht zu verwechseln mit Radikal 97 瓜 (= Melone).
Das Radikal „Klaue“ nimmt nur in der Langzeichen-Liste traditioneller Radikale, die aus 214 Radikalen besteht, die 87. Position ein. In modernen Kurzzeichen-Wörterbüchern kann es sich an ganz anderer Stelle finden. Im Neuen chinesisch-deutschen Wörterbuch aus der Volksrepublik China steht es zum Beispiel an 116. Stelle.
Die Ur-Form zeigt das Abbild des Klauenfußes eines wilden Tieres. Die Jäger mussten die Abdrücke solcher Füße voneinander unterscheiden können, weshalb die Komponente 采 (bian) die Bedeutung unterscheiden hat.
悉 (= vertraut sein in 熟悉 = gut kennen) enthält 采 und das Herz 心. 番 (fen = Zähleinheitswort für Arten) bedeutete ursprünglich Fuß eines wilden Tieres, das Feld unten (田) ist keins, sondern soll den Abdruck dieses Fußes darstellen. 
Die 采 untergeordneten Zeichen sind nicht sehr zahlreich und von diesen werden viele nur selten gebraucht. Die Bezeichnung des Radikals, das kein Einzelzeichen ist, ist daher problematisch. Seine Aussprache bin ist kaum bekannt. 采 (bian) sehr ähnlich ist das Zeichen 采 (cai nehmen). So sehr ähnlich, dass beide in älteren Nachschlagwerken und auch noch im neuen Ciyuan unter 采 (bian) zusammengefasst sind. 

## Schriftzeichenverbindungen, die vom Radikal 87 regiert werden
| Striche | Zeichen  |
| ------- | -------- |
| +0      | 爪 爫    |
| +04     | 爬 爭    |
| +05     | 爮 爯 爰 |
| +06     | 爱       |
| +08     | 爲       |
| +10     | 爳       |
| +11     | 爴       |
| +14     | 爵       |

 Im Unicodeblock Kangxi-Radikale ist das Radikal 87 unter der Codepointnummer 12.118 (U+2F56) codiert.